# Didymocarpus purpureopictus
Didymocarpus purpureopictus är en tvåhjärtbladig växtart som beskrevs av William Grant Craib. Didymocarpus purpureopictus ingår i släktet Didymocarpus och familjen Gesneriaceae. Inga underarter finns listade i Catalogue of Life.